# Margaret Windeyer
Margaret Windeyer (Sídney, 24 de noviembre de 1866-Darlinghurst, 11 de agosto de 1939) fue una bibliotecaria, feminista y sufragista australiana. Por su destacada actuación y la de su madre, Lady Mary Elizabeth Windeyer, Australia fue el segundo país en dar a la mujer el derecho al voto en 1902.

## Vida profesional

### Primeros años
Nació en Sídney en 1866 era la quinta hija y uno de los nueve hijos del juez y político William Charles Windeyer y la sufragista Mary Elizabeth Windeyer. Su familia la llamaba Margy.
Constituyó la Women's Literary Society, que se reunía en su casa, y fue el origen de la organización posterior, Womanhood Suffrage League of New South Wales (la Liga de Sufragio femenina de Nueva Gales del Sur), de la cual su madre Mary era la presidenta fundadora cuando se estableció en 1891. Después de visitar los Estados Unidos en 1893 como comisionada de la Exposición Mundial Colombina en Chicago, donde representó a la liga en el Congreso Mundial de Mujeres Representativas, contactó a otras organizaciones de mujeres y regresó a Australia para ayudar a establecer el Consejo Nacional de Mujeres de Australia, donde se desempeñó en el cargo de secretaria entre 1896 y 1897.

### Carrera
En 1899 viajó a Nueva York para estudiar durante dos años en la Escuela de bibliotecarios de la Biblioteca del Estado de Nueva York. En un principio sus solicitudes de empleo para el trabajo de bibliotecaria en Sídney habían sido rechazadas porque era una mujer y se la consideraba demasiado joven, después de adquirir experiencia en Nueva York y familiarizarse con el sistema de Clasificación Decimal Dewey, pasó los exámenes especiales de ingreso y fue contratada como catalogadora por la Biblioteca Pública de Nueva Gales de Sur a su regreso en 1901. Se convirtió en una de las primeras mujeres en trabajar en esta biblioteca. En enero de 1910 fue nombrada asistente de la colección de la Biblioteca Mitchell, pero fue ignorada dos veces por el puesto de catalogador principal.
A lo largo de su carrera, también participó en la creación de bibliotecas para niños en Sídney y salas de lectura infantiles en las bibliotecas públicas. Se retiró en 1926.

### Derechos de la mujer
De 1907 a 1939 se dedicó especialmente a las actividades feministas: fue miembro del consejo directivo de The Women's College en la Universidad de Sídney. También participó en la Asociación de Mujeres Trabajadoras Profesionales, el Sindicato de Kindergarten de Nueva Gales del Sur, el Movimiento de Parques y Patios, y el Consejo Nacional de Mujeres de Australia, que la designó su presidenta honoraria vitalicia en 1918, aunque nunca había sido miembro de la junta ejecutiva del consejo. Además fue voluntaria en el Ejército de Salvación.
Vivía con su hermana Jane en Elizabeth Bay. Luego de una breve enfermedad, murió el 11 de agosto de 1939 en el Hospital de Darlinghurst, en las afueras de Sídney.